# Fries Cabaal
Het Friese Cabaal was de naam die gegeven werd aan een groep vooraanstaande Friese edellieden die in het midden van de 18e eeuw grote invloed uitoefende op het bestuur van de Republiek der Zeven Verenigde Nederlanden in Den Haag.
Na de dood van de kinderloze koning-stadhouder Willem III in 1702 hadden de provincies Holland, Zeeland, Utrecht, Overijssel, Gelre en Drenthe geen stadhouder. Zij besloten dat maar zo te laten, waardoor het Tweede Stadhouderloze Tijdperk intrad. Enkele jaren later, in 1711, overleed ook de Friese stadhouder kinderloos, maar na 48 dagen werd zijn zoon Willem geboren. Deze werd na verloop van tijd erkend als stadhouder onder de naam Willem IV, eerst in Friesland en Groningen, daarna ook in de andere noordelijke provincies, en ten slotte ook in de overige. Omdat hij minderjarig was, werd zijn moeder Maria Louise van Hessen-Kassel regentes.
Hierdoor nam het gezag van Friesland, dat wil zeggen van de Friese adel, in Den Haag sterk toe. Eerst vooral Douwe Sirtema van Grovestins en later Onno Zwier van Haren drukten hun stempel op de politiek van de Republiek. De Hollandse regenten zagen deze Friese invloed met lede ogen aan. Door persoonlijke omstandigheden moesten Sirtema en later ook Van Haren zich terugtrekken, waarna aan het Fries Cabaal een einde kwam.